# Christiansø
Christiansø est une île danoise située à environ 18 km au nord-est de l'île de Bornholm, dans la mer Baltique. Elle fait partie de l'archipel d'Ertholmene.
Jusqu'en 2003, Christiansø était une commune située dans le comté de Bornholm, lorsqu'elle entra dans la municipalité de Bornholm, en même temps que l'île de Frederiksø, seule autre île habitée de l'archipel, Græsholm et d'autres petites îles.